# Murray Ball
Murray Ball (1939-2017) est un dessinateur néo-zélandais connu pour ses dessins d'humours publiés dans le magazine Punch (Stanley the Palaeolithic Hero, All the King's Comrade) et pour son comic strip Footrot Flats (en) (1976-2000), très célèbre en Australasie et adapté en dessin animé (en) en 1986.